# Ундециленовая кислота

Ундециленовая кислота (10-ундеценовая кислота) — органическое соединение с формулой CH2=CH(CH2)8COOH, представитель одноосновных непредельных карбоновых кислот. В основном используется для производства нейлона-11 и противогрибковых медицинских препаратов, средств личной гигиены, косметики и парфюмерии. Соли и сложные эфиры ундециленовой кислоты известны как ундециленаты.

## Физические характеристики
Ундециленовая кислота представляет собой бесцветную маслянистую густую жидкость или твёрдое вещество (в зависимости от температуры в помещении), очень плохо растворимую в воде, но растворимую в некоторых органических растворителях. Её плотность при стандартных условиях равна 0,912 г/см³, температура плавления +23 °C, температура кипения +275 °C.

## Получение
Ундециленовую кислоту получают путем пиролиза рицинолевой кислоты получаемой из касторового масла. Вначале из рицинолевой кислоты получают метиловый эфир, который подвергается крекингу при температуре 500–600 °С с образованием смеси метилового эфира ундециленовой кислоты и гептаналя. Полученный эфир затем отделяют от гептаналя и гидролизируют:
Ундециленовая кислота также встречается в природе; она была обнаружена в значительных количествах в южноазиатском растении Salicornia brachiata.

## Использование
В промышленности из ундециленовой кислоты синтезируют 11-аминоундекановую кислоту, которая используется для получения нейлона-11.
Ундециленовая кислота восстанавливается до ундециленальдегида, который используется в парфюмерии. Для этого кислоту сначала превращается в хлорангидрид, что позволяет провести избирательное восстановление.
Ундециленовая кислота оказывает фунгистатическое действие в отношении дерматофитов рода Trichophyton, Epidermophyton, Microsporum, поэтому является ингредиентом некоторых лекарственных средств для лечения грибковых инфекций кожи, таких как микоз, стригущий лишай, опоясывающий лишай, дерматомикоз. Является компонентом шампуней от перхоти и противогрибковых косметических препаратов, как фунгистатическое средство входит в состав вкладышей зубных протезов. В основе механизма противогрибкового действия лежит подавление морфогенеза — ундециленовая кислота ингибирует образование гифов грибков за счет ингибирования биосинтеза жирных кислот.
Ундециленовая кислота одобрена Управлением по санитарному надзору за качеством пищевых продуктов и медикаментов США для местного применения и внесена в список разрешенных для использования препаратов.
В научных исследованиях ундециленовая кислота, как α,ω-бифункциональное соединение с концевой двойной связью и карбоксильной группой, иногда используется в качестве связывающего агента. Например, при изготовления биосенсоров на основе кремния, поверхности кремниевых преобразователей связываются с концевой двойной связью ундециленовой кислоты (образуя связь Si-C), оставляя группы карбоновой кислоты доступными для присоединения биомолекул (например, белков).

## Опасность
Ундециленовая кислота вызывает серьёзное раздражение кожи и глаз. Опасна для водных организмов с долгосрочными последствиями.